# 大樹綾佳
大樹 綾佳（おおき あやか、1992年6月29日 - ）は、日本のタレントである。大阪府出身。愛称は、あやち。

## 来歴
小学6年生の頃から地元大阪で、モデルとして活動。2006年からキャレスボォーカル&ダンススクール大阪校で歌とダンスを学ぶ。高校卒業後上京し、大学受験のため活動は控えていたが、中央大学法学部法律学科に入学後、活動を再開。2012年、事務所との契約期間満了後、フリーで活動している。
2018年、かねてからお付き合いをしていた男性と結婚し、その後出産。

## 人物
小学６年生からモデル活動をし、サロンモデルなども含めて多くの仕事に関わる。
ポムポムプリンが大好きで、また初恋は二次元というほどアニメやゲームが好き。
また大のラーメン好きである。
勉強が苦手に見られがちだが、全国模試で8位を記録した事があるほど勉強が得意。
座右の銘は 才色兼備 である。

## 作品
【CM/広告】
- 「SUNSTER GUM」広告モデル・「ラッキープラザ」CM ・「ケラスターゼ」web ムービーモデル・「大塚製薬」広告・「銀座カラー」CM ・「司法書士法人新宿事務所」CM

【舞台/イベント】
- 「山口素弘前園真聖スペシャルトークショー」MC ・舞台「Heal your shoes」水谷レナ役・舞台「色即是空サイキック」主演【MODEL】・「PEACH JOHN」ポスターモデル・「OKU カメラ」振袖モデル・「写真館」振袖モデル・「マイナビニュース」記事モデル

【TV】
- 日本テレビ「ザ!世界仰天ニュース」・日本テレビ「踊る!さんま御殿!!」・TBS「NEWSな2人」・テレビ東京「チャージ730!」・TOKYO MX「番町ボーイずん」・関西テレビ「村上マヨネーズのツッコませて頂きます!」

【OTHER】
- SHIBUYA COLLECTION × SoftBank 『ベストドレッサー賞』受賞[3]